# Heliothela didymospila
Heliothela didymospila là một loài bướm đêm trong họ Crambidae.